# Epigeotrupes infraopacus
Epigeotrupes infraopacus är en skalbaggsart som beskrevs av Leon Fairmaire 1901. Epigeotrupes infraopacus ingår i släktet Epigeotrupes och familjen tordyvlar. Inga underarter finns listade i Catalogue of Life.